# Клютайни
Клютайни (пол. Klutajny, нім. Klotainen) — село в Польщі, у гміні Ківіти Лідзбарського повіту Вармінсько-Мазурського воєводства.
Населення — 273 особи (2011).
У 1975-1998 роках село належало до Ольштинського воєводства.

## Демографія
Демографічна структура станом на 31 березня 2011 року:
|          | Загалом | Допрацездатний вік | Працездатний вік | Постпрацездатний вік |
| -------- | ------- | ------------------ | ---------------- | -------------------- |
| Чоловіки | 133     | 22                 | 98               | 13                   |
| Жінки    | 140     | 32                 | 76               | 32                   |
| Разом    | 273     | 54                 | 174              | 45                   |